# Oliver Doeme
Oliver Doeme, né le 13 décembre 1960 à Kwanoeng (Nigeria), est un prélat catholique nigérian, évêque de  Maiduguri depuis 2009.

## Biographie

### Formation
Après avoir assisté à l'école de la Mission catholique locale, il entre au grand séminaire de Makurdi, où il commence par étudier la philosophie. Après son année de propédeutique, il complète sa formation par des études en théologie, au grand Séminaire de Saint-Augustin, à Jos.
Il est ordonné prêtre le 18 octobre 1997.

### Ministères
De 1997 à 1999, il exerce la charge de recteur du petit séminaire de Saint Jean-Marie-Vianney à Barkin Ladi puis, de 1999 à 2006, il exerce la fonction de doyen du Collège Marie-Immaculée de Zawan. En 2000, il est nommé curé de l'église Saint-Michel d'Anguldi. Le 2 juin 2007, il est incardiné dans le diocèse de Shendam, érigé le jour même.
Le 6 juin 2009, le pape Benoît XVI le nomme évêque de Maiduguri. Il est alors consacré le 13 août suivant par Mgr Ignatius Kaigama, assisté de Mgrs Renzo Fratini et Matthew Ndagoso. Le diocèse est alors l'un des plus touchés par la secte Boko Haram, dont Maiduguri est la capitale.
En 2017, il fonde l'association « Sainte Judith des Veuves » dans le but de venir en aide aux veuves et aux orphelins des victimes de Boko Haram.

## «Révélation»
Le 18 avril 2015, lors d'une entrevue avec la Catholic News Agency, il affirme : « Vers la fin de l’année dernière, je me trouvais dans ma chapelle, devant le Saint-Sacrement. J’étais en train de réciter le chapelet quand tout à coup, le Seigneur m’est apparu. Jésus ne m’a rien dit, mais Il m’a tendu une épée que j’ai saisie. Celle-ci s’est immédiatement transformée en rosaire ». Le Christ aurait ajouté : « Boko Haram a disparu ».
Mgr Doeme interprète : « Avec le rosaire, nous allons être capables de nous débarrasser de Boko Haram ». Il précise alors qu’il ne voulait parler à personne de ce qui lui était arrivé, mais qu’il avait senti que l’Esprit Saint le poussait à le faire.